# Luca Ghiotto
Luca Ghiotto (Arzignano, Vicenza, Italia; 24 de febrero de 1995) es un piloto de automovilismo italiano. Fue subcampeón de GP3 Series en 2015 con cinco victorias y tercero en el Campeonato de Fórmula 2 de la FIA en 2019 con cuatro. Actualmente corre en carreras de gran turismos y resistencia. En 2024 debutó con el equipo Dale Coyne Racing en IndyCar Series y disputa la European Le Mans Series.

## Carrera

### Inicios
Entre 2008 y 2010, Ghiotto compitió en karting, ganando un campeonato KF3. En 2011 debutó en monopostos en Fórmula Abarth para Prema Powerteam, donde terminó noveno con un podio en la Serie Italiana, y sexto en la Serie Europea con cuatro podios. Repitió ambas modalidades de la Fórmula Abarth en 2012, quedando segundo en ambos campeonatos con un total de 13 victorias. Ese año también debutó en la Fórmula Renault 2.0.
Al año siguiente hizo la temporada completa en el campeonato Alpes, donde con 5 victorias fue subcampeón, y en la Eurocopa, donde quedó noveno con una carrera ganada. También ganó el Gran Premio de Pau, siempre corriendo para Prema.
En 2014 fue promovido a la Fórmula Renault 3.5 Series con el equipo Draco, pero no hizo ningún podio y quedó fuera de los 15 mejores en el campeonato final.

### GP3 Series
2014 también fue el año debutó para Trident en GP3 Series, estrenándose con pole position en Spa.
Permaneció en GP3 con el equipo italiano en la siguiente temporada. Ganó cinco carreras en ocho podios y sumó 5 poles y 245 puntos, quedando a 8 puntos del campeón Esteban Ocon, quien consiguió solo una victoria pero podios en casi todas las competencias. De esta manera, el italiano sumó su cuarto subcampeonato en su carrera en monoplazas.

### GP2 Series/Fórmula 2
Para 2016, ascendió en Trident la GP2 Series. Solo subió al podio una vez en las primeras 12 carreras, pero entre la 13 y la 20 sumó una importante cantidad de puntos, ganando una carrera y subiendo a otros dos podios, que lo colocaron octavo en el campeonato. Venció ampliamente a su compañero de equipo, Philo Paz Armand, que no sumó en toda la temporada.
En 2017 pasó al nuevo Campeonato de Fórmula 2 de la FIA, con nuevo equipo, Russian Time. Completó una temporada gran regularidad, sumando puntos en 20 de las 22 carreras y sin abandonos.Nuevamente tuvo una mejoría en resultados en la parte final de la temporada, esta vez subiendo en siete ocasiones al podio con un triunfo. Fue cuarto con 185 puntos, 25 menos que Artiom Markélov, su compañero en Russian.
Pasó a Campos para 2018. Esta vez solamente hizo cuatro podios, y decayó al puesto ocho en el clasificador final. Para la siguiente temporada, cambió nuevamente de estructura, esta vez con el equipo debutante Virtuosi Racing, a la par de Guanyu Zhou. Tras medio campeonato completado, el italiano había conseguido cinco podios, incluyendo dos triunfos, y dos poles.

## Resumen de carrera
| Temporada | Categoría                                 | Equipo                                  | Carreras     | Victorias    | Poles        | VR           | Podios       | Puntos       | Pos.         |
| --------- | ----------------------------------------- | --------------------------------------- | ------------ | ------------ | ------------ | ------------ | ------------ | ------------ | ------------ |
| 2011      | Fórmula Abarth Italian Series             | Prema Powerteam                         | 14           | 0            | 1            | 2            | 1            | 42           | 9.º          |
| 2011      | Fórmula Abarth European Series            | Prema Powerteam                         | 14           | 0            | 0            | 1            | 4            | 65           | 6.º          |
| 2012      | Fórmula Abarth European Series            | Prema Powerteam                         | 24           | 7            | 8            | 9            | 11           | 246          | 2.º          |
| 2012      | Fórmula Abarth Italian Series             | Prema Powerteam                         | 18           | 6            | 7            | 7            | 7            | 175          | 2.º          |
| 2012      | Fórmula Renault 2.0 Alpes                 | Prema Powerteam                         | 4            | 0            | 0            | 0            | 0            | 22           | 19.º         |
| 2012      | Fórmula Renault 2.0 NEC                   | Prema Powerteam                         | 2            | 0            | 0            | 0            | 0            | 7            | 44.º         |
| 2013      | Fórmula Renault 2.0 Alpes                 | Prema Powerteam                         | 14           | 5            | 0            | 2            | 8            | 211          | 2.º          |
| 2013      | Eurocopa de Fórmula Renault 2.0           | Prema Powerteam                         | 14           | 1            | 1            | 0            | 2            | 69           | 9.º          |
| 2013      | Trofeo de Pau de Fórmula Renault 2.0      | Prema Powerteam                         | 1            | 1            | 0            | 0            | 1            | N/A          | 1.º          |
| 2014      | Fórmula Renault 3.5 Series                | International Draco Racing              | 17           | 0            | 0            | 0            | 0            | 26           | 17.º         |
| 2014      | GP3 Series                                | Trident                                 | 4            | 0            | 1            | 0            | 0            | 4            | 20.º         |
| 2015      | GP3 Series                                | Trident                                 | 18           | 5            | 5            | 9            | 8            | 245          | 2.º          |
| 2016      | GP2 Series                                | Trident                                 | 22           | 1            | 0            | 2            | 4            | 111          | 8.º          |
| 2017      | Campeonato de Fórmula 2 de la FIA         | RUSSIAN TIME                            | 22           | 1            | 0            | 1            | 7            | 185          | 4.º          |
| 2018      | Campeonato de Fórmula 2 de la FIA         | Campos Vexatec Racing                   | 24           | 0            | 0            | 2            | 4            | 111          | 8.º          |
| 2019      | Campeonato de Fórmula 2 de la FIA         | UNI-Virtuosi Racing                     | 24           | 4            | 2            | 2            | 9            | 207          | 3.º          |
| 2020      | Intercontinental GT Challenge             | R-Motorsport                            | 0            | 0            | 0            | 0            | 0            | 0            | NC           |
| 2020      | Campeonato de Fórmula 2 de la FIA         | Hitech Grand Prix                       | 24           | 1            | 0            | 1            | 4            | 106          | 10.º         |
| 2021      | Italian GT Championship                   | Imperiale Racing                        | 6            | 0            | 1            | 1            | 5            | 46           | 5.º          |
| 2021      | GT World Challenge Europe Endurance Cup   | Emil Frey Racing                        | 1            | 0            | 0            | 0            | 0            | 0            | NC           |
| 2021      | ADAC GT Masters                           | T3 Motorsport                           | 4            | 0            | 0            | 0            | 0            | 21           | 28.º         |
| 2022      | GT World Challenge Europe Sprint Cup      | Tresor by Car Collection                | 8            | 0            | 0            | 0            | 0            | 22           | 10.º         |
| 2022      | GT World Challenge Europe Endurance Cup   | Tresor by Car Collection                | 5            | 0            | 0            | 0            | 0            | 12           | 24.º         |
| 2022      | WeatherTech SportsCar Championship - LMP2 | G-Drive Racing by APR                   | 1            | 0            | 0            | 0            | 0            | 0            | NC           |
| 2022      | Campeonato de Fórmula 2 de la FIA         | DAMS                                    | 2            | 0            | 0            | 0            | 0            | 0            | 25.º         |
| 2024      | European Le Mans Series - LMP2            | Inter Europol Competition               | 6            | 0            | 0            | 0            | 1            | 47           | 7.º          |
| 2024      | IndyCar Series                            | Dale Coyne Racing with Rick Ware Racing | 4            | 0            | 0            | 0            | 0            | 27           | 34.º         |
| 2025      | European Le Mans Series - LMP2            | Inter Europol Competition               | Disputándose | Disputándose | Disputándose | Disputándose | Disputándose | Disputándose | Disputándose |
| Fuente:   |                                           |                                         |              |              |              |              |              |              |              |

## Resultados

### Fórmula Renault 3.5 Series
(Clave) (negrita indica pole position) (cursiva indica vuelta rápida)

| Año     | Equipo                     | 1        | 2       | 3        | 4         | 5        | 6       | 7         | 8        | 9        | 10        | 11       | 12       | 13       | 14      | 15       | 16       | 17        | Pos. | Puntos |
| ------- | -------------------------- | -------- | ------- | -------- | --------- | -------- | ------- | --------- | -------- | -------- | --------- | -------- | -------- | -------- | ------- | -------- | -------- | --------- | ---- | ------ |
| 2014    | International Draco Racing | MNZ 1 16 | MNZ 2 4 | ALC 1 16 | ALC 2 Ret | MON 1 14 | SPA 1 6 | SPA 2 Ret | MSC 1 16 | MSC 2 14 | NÜR 1 Ret | NÜR 2 15 | HUN 1 11 | HUN 2 19 | LEC 1 7 | LEC 2 16 | JER 1 13 | JER 2 Ret | 17.º | 26     |
| Fuente: |                            |          |         |          |           |          |         |           |          |          |           |          |          |          |         |          |          |           |      |        |

### GP3 Series
(Clave) (negrita indica pole position) (cursiva indica vuelta rápida puntuable)

| Año  | Escudería | 1   | 1   | 2   | 2   | 3   | 3   | 4   | 4   | 5   | 5   | 6   | 6   | 7   | 7   | 8   | 8   | 9   | 9   | Pos. | Puntos | Ref.  |
| ---- | --------- | --- | --- | --- | --- | --- | --- | --- | --- | --- | --- | --- | --- | --- | --- | --- | --- | --- | --- | ---- | ------ | ----- |
| 2014 | Trident   | BAR | BAR | SPI | SPI | SIL | SIL | HOC | HOC | BUD | BUD | SPA | SPA | MNZ | MNZ | SOC | SOC | YMC | YMC | 20.º | 4      | [ 3 ] |
| 2014 | Trident   |     |     |     |     |     |     |     |     |     |     | 18  | 14  | 21  | 13  |     |     |     |     | 20.º | 4      | [ 3 ] |
| 2015 | Trident   | BAR | BAR | SPI | SPI | SIL | SIL | BUD | BUD | SPA | SPA | MNZ | MNZ | SOC | SOC | SAK | SAK | YMC | YMC | 2.º  | 245    | [ 4 ] |
| 2015 | Trident   | 2   | 8   | 1   | 3   | 4   | 7   | 1   | 4   | 5   | 1   | Ret | 3   | 1   | 8   | 4   | 1   | 5   | 4   | 2.º  | 245    | [ 4 ] |

### GP2 Series
(Clave) (negrita indica pole position) (cursiva indica vuelta rápida puntuable)

| Año  | Escudería | 1   | 1   | 2   | 2   | 3   | 3   | 4   | 4   | 5   | 5   | 6   | 6   | 7   | 7   | 8   | 8   | 9   | 9   | 10  | 10  | 11  | 11  | Pos. | Puntos | Ref.  |
| ---- | --------- | --- | --- | --- | --- | --- | --- | --- | --- | --- | --- | --- | --- | --- | --- | --- | --- | --- | --- | --- | --- | --- | --- | ---- | ------ | ----- |
| 2016 | Trident   | BAR | BAR | MON | MON | BAK | BAK | SPI | SPI | SIL | SIL | BUD | BUD | HOC | HOC | SPA | SPA | MNZ | MNZ | KUA | KUA | YMC | YMC | 8.º  | 111    | [ 5 ] |
| 2016 | Trident   | Ret | 12  | Ret | 14  | 9   | 12  | 4   | 9   | 5   | 2   | 17  | Ret | 2   | 4   | 7   | 3   | 6   | Ret | 7   | 1   | 11  | 19  | 8.º  | 111    | [ 5 ] |

### Campeonato de Fórmula 2 de la FIA
(Clave) (negrita indica pole position) (cursiva indica vuelta rápida puntuable)

| Año  | Escudería             | 1    | 1    | 2    | 2    | 3   | 3   | 4    | 4    | 5    | 5    | 6   | 6   | 7   | 7   | 8   | 8   | 9   | 9   | 10  | 10  | 11   | 11   | 12   | 12   | 13  | 13  | 14  | 14  | Pos. | Puntos | Ref.   |
| ---- | --------------------- | ---- | ---- | ---- | ---- | --- | --- | ---- | ---- | ---- | ---- | --- | --- | --- | --- | --- | --- | --- | --- | --- | --- | ---- | ---- | ---- | ---- | --- | --- | --- | --- | ---- | ------ | ------ |
| 2017 | RUSSIAN TIME          | SAK  | SAK  | BAR  | BAR  | MON | MON | BAK  | BAK  | SPI  | SPI  | SIL | SIL | BUD | BUD | SPA | SPA | MNZ | MNZ | JER | JER | YMC  | YMC  |      |      |     |     |     |     | 4.º  | 185    | [ 6 ]  |
| 2017 | RUSSIAN TIME          | 7    | 2    | 2    | 7    | 5   | 4   | 16   | 7    | 14   | 4    | 6   | 2   | 6   | 8   | 2   | 3   | 4   | 1   | 7   | 4   | 3    | 5    |      |      |     |     |     |     | 4.º  | 185    | [ 6 ]  |
| 2018 | Campos Vexatec Racing | SAK  | SAK  | BAK  | BAK  | BAR | BAR | MON  | MON  | LEC  | LEC  | SPI | SPI | SIL | SIL | BUD | BUD | SPA | SPA | MNZ | MNZ | SOC  | SOC  | YMC  | YMC  |     |     |     |     | 8.º  | 111    | [ 7 ]  |
| 2018 | Campos Vexatec Racing | 12   | 6    | Ret  | 14   | 4   | 5   | Ret  | 10   | 3    | 3    | 12  | 13  | 5   | 10  | 6   | 2   | 7   | 6   | 10  | 6   | Ret  | 14   | 3    | 9    |     |     |     |     | 8.º  | 111    | [ 7 ]  |
| 2019 | UNI-Virtuosi Racing   | SAK  | SAK  | BAK  | BAK  | BAR | BAR | MON  | MON  | LEC  | LEC  | SPI | SPI | SIL | SIL | BUD | BUD | SPA | SPA | MNZ | MNZ | SOC  | SOC  | YMC  | YMC  |     |     |     |     | 3.º  | 207    | [ 8 ]  |
| 2019 | UNI-Virtuosi Racing   | 2    | 1    | 9    | Ret  | 4   | 2   | DSQ  | Ret  | Ret  | 12   | 2   | 2   | 1   | 15  | 4   | 8   | C   | C   | 2   | 15  | 4    | 1    | 6    | 1    |     |     |     |     | 3.º  | 207    | [ 8 ]  |
| 2020 | Hitech Grand Prix     | SPI1 | SPI1 | SPI2 | SPI2 | BUD | BUD | SIL1 | SIL1 | SIL2 | SIL2 | BAR | BAR | SPA | SPA | MNZ | MNZ | MUG | MUG | SOC | SOC | SAK1 | SAK1 | SAK2 | SAK2 |     |     |     |     | 10.º | 106    | [ 10 ] |
| 2020 | Hitech Grand Prix     | DNS  | Ret  | 11   | 10   | 4   | 1   | 17   | 19†  | 13   | 10   | 8   | 2   | 9   | 5   | 2   | 15  | 2   | Ret | 4   | 5   | 12   | Ret  | 16   | 7    |     |     |     |     | 10.º | 106    | [ 10 ] |
| 2022 | DAMS                  | SAK  | SAK  | YED  | YED  | IMO | IMO | BAR  | BAR  | MON  | MON  | BAK | BAK | SIL | SIL | SPI | SPI | LEC | LEC | BUD | BUD | SPA  | SPA  | ZAN  | ZAN  | MNZ | MNZ | YMC | YMC | 25.º | 0      | [ 11 ] |
| 2022 | DAMS                  |      |      |      |      |     |     |      |      |      |      |     |     |     |     |     |     |     |     |     |     |      |      |      |      | 13  | Ret |     |     | 25.º | 0      | [ 11 ] |

### Campeonato Mundial de Resistencia de la FIA
(Clave) (negrita indica pole position) (cursiva indica vuelta rápida)

| Año     | Escudería | Clase | Automóvil             | 1   | 2   | 3   | 4   | 5   | 6   | 7   | 8   | Pos. | Puntos | Ref.   |
| ------- | --------- | ----- | --------------------- | --- | --- | --- | --- | --- | --- | --- | --- | ---- | ------ | ------ |
| 2019-20 | Team LNT  | LMP1  | Ginetta G60-LT-P1-AER | SIL | FUJ | SHA | BHR | COA | SPA | LMS | BHR | 24.º | 0.5    | [ 12 ] |
| 2019-20 | Team LNT  | LMP1  | Ginetta G60-LT-P1-AER | 11  |     |     |     |     |     |     |     | 24.º | 0.5    | [ 12 ] |

### IndyCar Series
(Clave) (negrita indica pole position) (cursiva indica vuelta rápida)

| Año     | Escudería                               | Motor | 1   | 2   | 3   | 4      | 5      | 6    | 7   | 8      | 9      | 10  | 11  | 12  | 13  | 14  | 15  | 16  | 17  | 18  | Pos. | Puntos |
| ------- | --------------------------------------- | ----- | --- | --- | --- | ------ | ------ | ---- | --- | ------ | ------ | --- | --- | --- | --- | --- | --- | --- | --- | --- | ---- | ------ |
| 2024    | Dale Coyne Racing with Rick Ware Racing | Honda | STP | THE | LBH | ALA 21 | IGP 25 | INDY | DET | ROA 22 | LAG 27 | MDO | IOW | IOW | TOR | GAT | POR | MIL | MIL | NSH | 34.º | 27     |
| Fuente: |                                         |       |     |     |     |        |        |      |     |        |        |     |     |     |     |     |     |     |     |     |      |        |